# Charlie Chan aux Jeux olympiques
Pour plus de détails, voir Fiche technique et Distribution.
Charlie Chan aux Jeux olympiques (titre original : Charlie Chan at the Olympics) est un film américain réalisé par H. Bruce Humberstone, sorti en 1937. 

## Synopsis
Alors que son fils ainé Lee, sélectionné comme nageur, participe aux Jeux olympiques de Berlin, Charlie Chan tente de récupérer à Berlin une nouvelle invention américaine de guidage aérien militaire, volée par des agents ennemis.

## Fiche technique
- Titre original : Charlie Chan at the Olympics
- Titre français : Charlie Chan aux Jeux olympiques
- Réalisation : H. Bruce Humberstone
- Scénario : Robert Ellis et Helen Logan, Paul Burger (histoire originale), d'après l'œuvre d'Earl Derr Biggers
- Direction artistique : Chester Gore, Albert Hogsett
- Costumes : Herschel McCoy
- Photographie : Daniel B. Clark
- Montage : Fred Allen
- Musique originale : Samuel Kaylin (en)
- Société de production : 20th Century Fox
- Pays d'origine :  États-Unis
- Langue : anglais
- Format : Noir et blanc — 35 mm — 1,33:1 — Son : Mono
- Genre : Film policier
- Durée : 71 minutes
- Dates de sortie : 
  -  États-Unis : 21 mai 1937
  -  France : 1er décembre 1937
- Affiche : Joseph Koutachy (France)

## Distribution
- Warner Oland : Charlie Chan
- Katherine DeMille : Yvonne Roland
- Pauline Moore : Betty Adams
- Allan Lane : Richard Masters
- Keye Luke : Lee Chan
- C. Henry Gordon : Arthur Hughes
- John Eldredge : Cartwright
- Layne Tom Jr. : Charlie Chan Jr.
- Jonathan Hale : Hopkins
- Morgan Wallace : Honorable Charles Zaraka
- Frederick Vegeding : Capitaine Strasser
- Andrew Tombes : chef de la police Scott
- Howard C. Hickman : Dr. Burton

Parmi les acteurs non crédités : 
- Glen Cavender

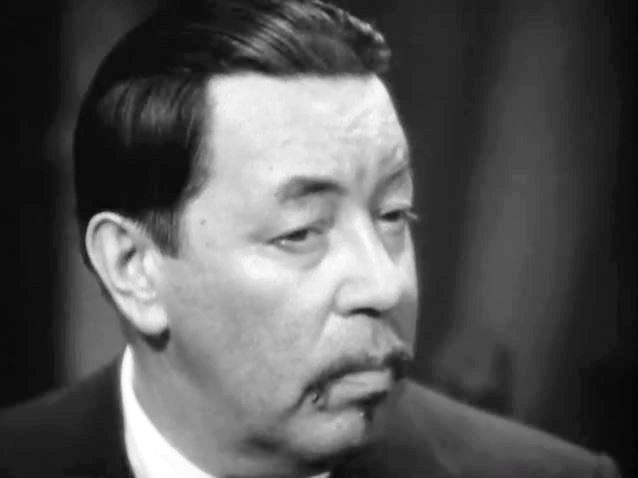
Warner Oland (Charlie Chan).
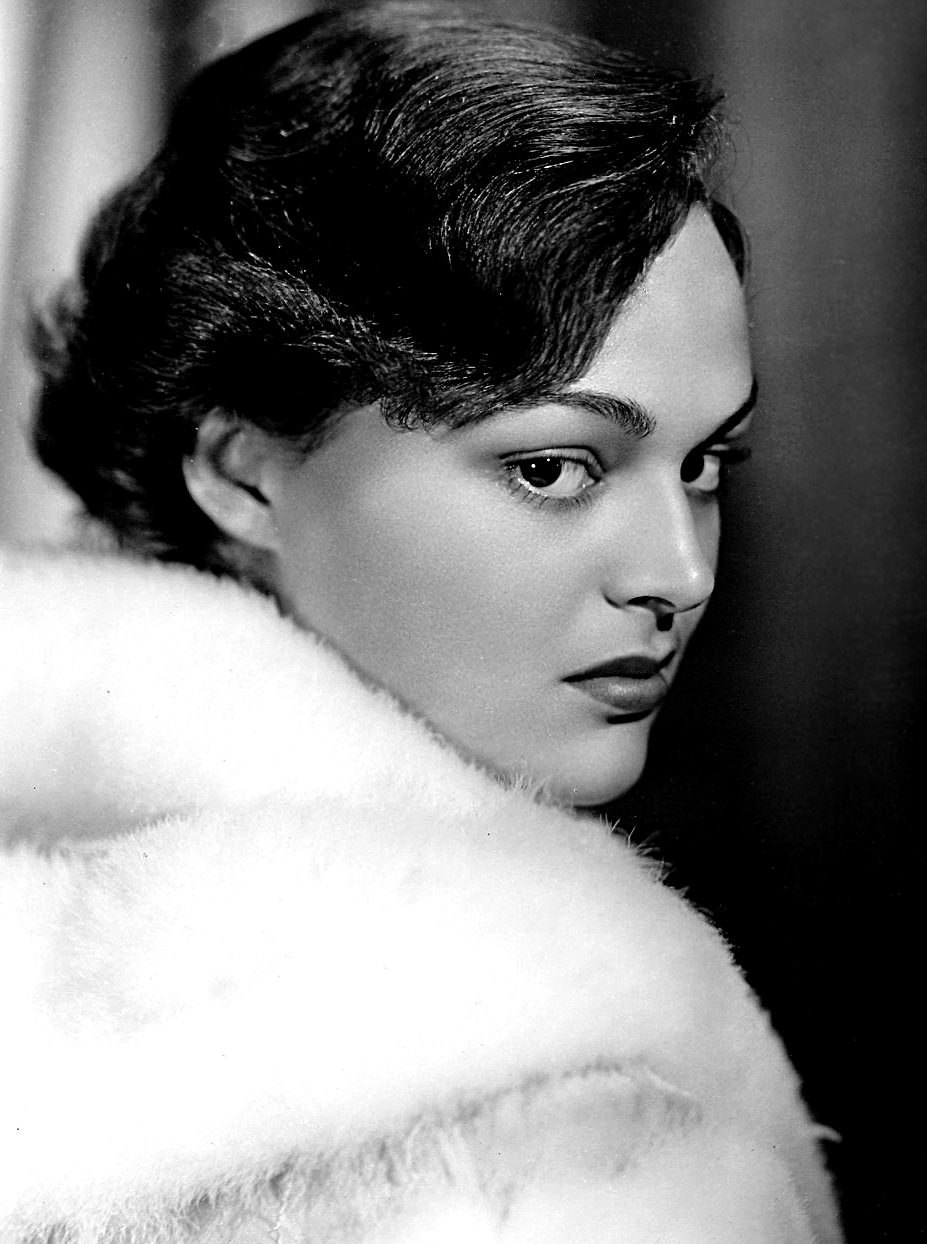
Katherine DeMille (Yvonne Roland).
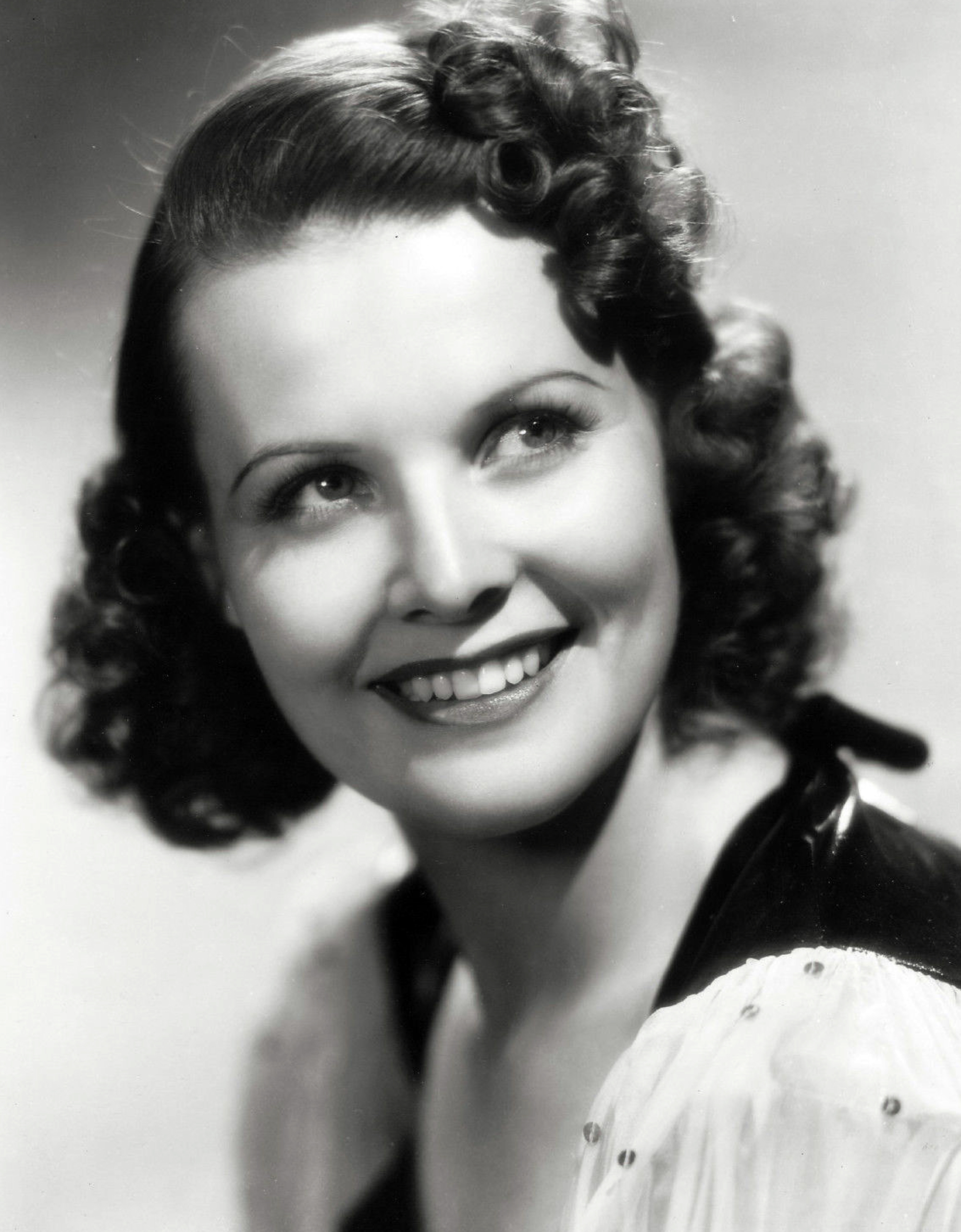
Pauline Moore (Betty Adams).